# Бочечка
Бочечка, или гигантская тонна (лат. Tonna galea) — вид морских брюхоногих моллюсков из семейства Tonnidae.
Это самая крупный моллюск Средиземного моря, достигающий в длину до 25 см. Он имеет большой хоботок и тонкостенную, вздутую раковину бледного буро-жёлтого цвета.
Слюнные железы этого моллюска развиты чрезвычайно сильно, и в них выделяется жидкость, служащая для защиты в случае нападения врагов. Попав на мрамор, эта жидкость вызывает сильное шипение вследствие того, что слюна бочечки, которой иногда выделяется до 100 грамм, сразу, содержит в себе свободную серную кислоту (количество её колеблется между 2,7 и 4,88 %), а также свободную соляную кислоту (от 0,26 до 0,4 %). Если слюнную железу бочечки оставить на воздухе, то она выделит значительное количество углекислоты. До сих пор ещё не удалось выяснить, как может образоваться в железе такое значительное количество кислот и как она сохраняется, не разрушая органа, в котором заключена.
Вид распространён в тёплых морях Атлантического, Индийского и западной части Тихого океанов. Обитает на песчаном и илистом дне на глубине от 5 до 80 метров.
Питается иглокожими, предпочитая голотурий.